# Gaetano Giardino
Gaetano Giardino (Montemagno, 1864. január 24. – Torino, 1935. november 21.) olasz tábornok és politikusként az Olasz Királyság hadügyminisztere volt az első világháborúban.

## Élete
Gaetano Giardino 1864. január 24-én született a piemonti Montemagnóban, Carlo Giardino és Olimpia Garrone gyermekeként. 1881. március 18-án a katonai végzettséget szerzett, 1890-ben pedig elvégezte a katonatiszti főiskolát. 1889 és 1891 között, illetve 1894-ben részt vett az Olasz Királyság gyarmati harcaiban Afrikában. 1911 és 1912 között részt vett az olasz-török háborúban. 1914. január 4-én előléptették ezredessé, 1915. augusztus 31-én pedig dandártábornokká. 1915 és 1917 között katonaként részt vett az első világháborúban. 1917. március 1-jén előléptették altábornaggyá (tenente generale). 1917. június 16-án kinevezték hadügyminiszterré. Ezt a megbízatást 1917. október 29-ig töltötte be.
1919. október 21-én elérte a hadseregtábornok rendfokozatot. Pályafutása során számos kitüntetést kapott.
1923–1924 között Fiume város katonai kormányzója volt. Világháborús érdemei miatt 1926-ban megkapta az Olaszország marsallja címet.
A háború után számos képviselőtestület tagja volt. 1935. november 21-én hunyt el Torinóban. Elesett katonái mellé temették el, a Monte Grappa emlékhelyen.